# Футагава, Такахиро
Такахиро Футагава (яп. 二川 孝広, род. 27 июня 1980, Кагосима) — японский футболист.

## клубная карьера
На протяжении своей футбольной карьеры выступал за клубы «Гамба Осака», «Токио Верди», «Тотиги» и «Тиамо Хираката».

## Карьера в сборной
В 2006 году сыграл за национальную сборную Японии один матч.

## Достижения
- Чемпион Джей-лиги (2): 2005, 2014
- Обладатель кубка Императора (3): 2008, 2009, 2014
- Обладатель кубка Джей-лиги (2'): 2007, 2014